# Punch Brothers
A Punch Brothers amerikai énekegyüttes. Chris Thile 2006-ban alapította az együttest, hogy rögzítse a How to Grow a Woman from the Ground című albumot.

## Történet
A Punch Brothers a 21. század elejének egyik legambiciózusabb együttese. Virtuóz instrumentalizmus, nagyszerű feldolgozások jellemzik az együttest.
A 2000-es évek végén alakult meg a csapat. Az együttest a klasszikus összetettség és dzsesszes improvizációk könnyed ötvözete jellemzi. Pop-, rock-, folk-, crossover értelmezés egyként megjelenik náluk. Albumaik a Billboard Bluegrass slágerlisták élére kerültek.
Élőbeb Carnegie Hallban debütáltak. Ötödik albumuk, a 2018-as „All Ashore” nyerte el a Grammy-díjat.

## Tagok
- Chris Thile (mandolin, buzuki, ének)
- Gabe Witcher (hegedű, dobok)
- Noam Pikelny (bendzsó, ének)
- Chris Eldridge (gitár, ének)
- Paul Kowert (bőgő, ének)

## Albumok
- 2010: Antifogmatic
- 2012: Who's Feeling Young Now?
- 2015: The Phosphorescent Blues
- 2018: All Ashore
- 2022: Hell on Church Street

## Díjak
- 2019: Grammy-díj – Best Folk Album